# 萬應奎
萬應奎（？—1622年），明代江西南昌府人。

## 生平
早年举人出身。任贵州安化县知县。有《诫子书》云：“洁己爱民四字，时时在心，汝等各完各业，不得以我为倚靠。”天启二年（1622年），有賊圍省城。萬應奎負責運送馈饷，中途被执，骂贼而死。赠光禄寺少卿。